# Язвиха (Лихославльский район)
Язвиха — деревня в Лихославльском районе Тверской области.

## География
Находится в центральной части Тверской области на расстоянии приблизительно 25 км на север по прямой от районного центра города Лихославль.

## История
Император Павел I подарил Язвиху адмиралу А. С. Шишкову. В 1849 году она перешла в собственность его родственницы Н. Д. Шишковой. В 1859 году здесь (деревня Бежецкого уезда) было учтено 18 дворов, в 1887 — 23 жилых дома, к концу 1980-х — 42. В советское время работали колхозы «Фундамент 2-й пятилетки», «Серп и молот» и «Маяк». К 2019 году в деревне 43 дома, из них в 7 приезжают дачники, 8 домов пустуют. До 2021 года деревня входила в Станское сельское поселение Лихославльского района до его упразднения.

## Население
Численность населения: 98 человек (1859 год), 171 (1886), 21 (1986), 109 (карелы 50 %, русские 49 %) в 2002 году, 89 в 2010.